# Eppishausen
Ne doit pas être confondu avec le village du même nom dans le canton suisse de Thurgovie Eppishausen (Thurgovie) (de)
Eppishausen est une commune de Bavière (Allemagne), située dans l'arrondissement d'Unterallgäu, dans le district de Souabe.

## Géographie
La ville principale se trouve dans la région Donau-Iller, à environ 40 kilomètres au nord-est de Memmingen.
Depuis 2014, une pierre commémorative rappelle la situation particulière au centre géographique exact de la Souabe.
Le territoire communal comprend les quartiers d'Eppishausen, Haselbach, Könghausen et Mörgen.